# Hörstmar
Hörstmar ist ein Ortsteil der Stadt Lemgo im Kreis Lippe in Nordrhein-Westfalen.

## Geschichte

### Ortsname
Hörstmar wurde Ende des 12. Jahrhunderts als Hurstmere erstmals schriftlich erwähnt.
Folgende Schreibweisen sind ebenfalls belegt: Horstmere (1306), Horstmer (1360), Horstmar und Hostmar (1379), Herstmer (1392), Höstmere (1393), Hostmer (um 1475, im Güterverzeichnis Möllenbeck), Hörstmar (1600, im Lemgoer Bürgerbuch), Horstmar (1617, im Salbuch), Hößmer (1721) und Höstmer (um 1758).

### 20. Jahrhundert
Bis zur Eingemeindung nach Lemgo, damals im gleichnamigen Kreis gemäß dem Detmold-Gesetz am 1. Januar 1970 war Hörstmar eine selbstständige Gemeinde im Kreis Detmold. Am 1. Januar 1973 wurde der Kreis Lemgo mit dem Kreis Detmold zum neuen Kreis Lippe zusammengeschlossen.

## Verkehr

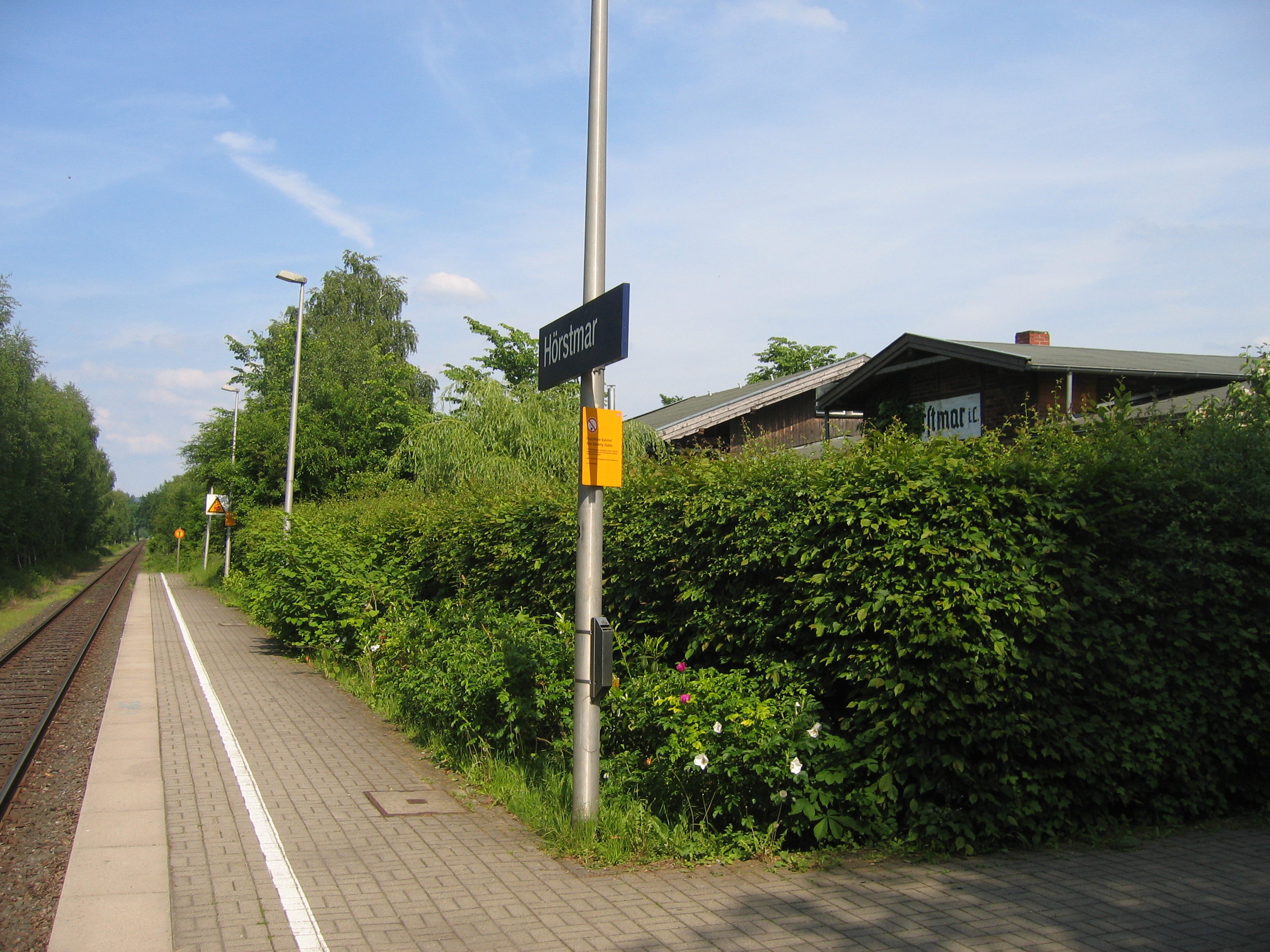
Haltepunkt Hörstmar (Lippe)

Der Haltepunkt Hörstmar (Lippe) liegt an der Bahnstrecke Bielefeld–Lemgo und wird täglich von der RB 73 Der Lipperländer nach Lage – Oerlinghausen – Bielefeld Hbf (Eurobahn) bedient.
| Linie | Verlauf | Takt   |
| ----- | --- | ------ |
| RB 73 | Der Lipperländer: Bielefeld Hbf – Bielefeld Ost – Oldentrup – Ubbedissen – Oerlinghausen – Helpup – Ehlenbruch – Lage (Lippe) – Hörstmar (Lippe) – Lemgo – Lemgo-Lüttfeld Stand: Fahrplanwechsel Dezember 2021 | 60 min |

## Bildung
In Hörstmar existierte bis 2014 eine integrative offene Ganztagsgrundschule.

## Öffentliche Einrichtungen
1856 existierte in Hörstmar eine Pflichtfeuerwehr. Am 16. Juni dieses Jahres wurde eine Feuerspritze angeschafft und mit dem Bau des ersten Spritzenhauses begonnen. Ende der 1920er Jahre wurde die Pflicht- in die Freiwillige Feuerwehr umgewandelt. Mit der Eingemeindung nach Lemgo wurde die Feuerwehr als Löschgruppe der Freiwilligen Feuerwehr Lemgo unterstellt.